# Panzer II Ausf L

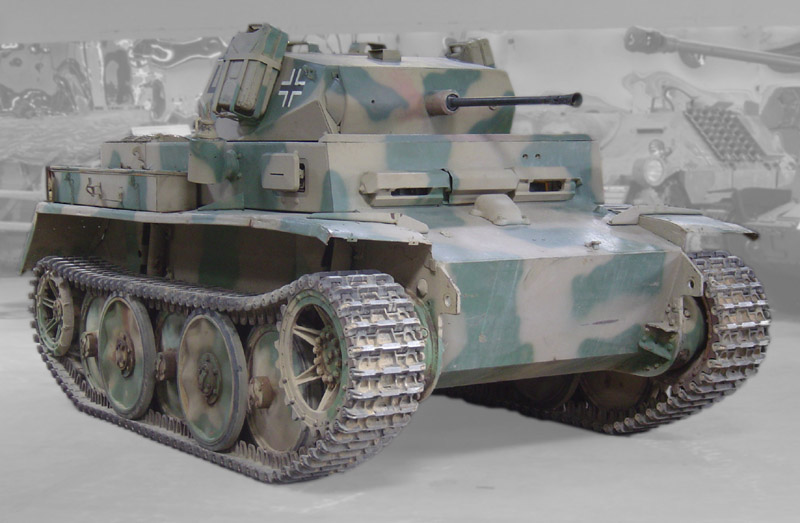
PzKpfw II Ausf L «Luchs» (VK 1303)

Panzerkampfwagen II Ausführung L або Sd. Kfz. 123 або Luchs (нім. «Рись») — легкий німецький танк часів Другої світової війни, модель Panzer II.

## Історія
Протягом 1943 року в Німеччині йшли роботи по створенню нового типу легкого розвідувального танка. Машина отримала позначення PzKpfw II Ausf L і ім'я «Luchs» (в перекладі з німецької — Рись, інколи згадується у вітчизняній літературі під трансверованими іменами і «Лукс»). У класифікації машин вермахту новому танку присвоїли позначення SdKfz 123. Танк випускався компаніями «MAN» та «Henshel» в період з вересня 1943 по січень 1944 року. Всього було випущено 104 машини.
«Luchs» брав участь у боях на Східному та Західному фронтах у складі Panzer Aufklarungs Abteilungen (розвідувальних бронетанкових підрозділів), у складі танкових дивізій вермахту (таких як 4-та танкова дивізія на Східному фронті), а також в частинах Ваффен-СС.
Сьогодні «Luchs» можна побачити в Англії, в танковому музеї у Бовінгтоні та в музеї бронетанкової техніки в Кубинці, що неподалік від Москви.

## Характеристики
На передню частину корпусу танків, відправлених на Східний фронт, встановлювалися додаткові броньові плити. Невелика кількість PzKpfw II Ausf L були обладнані радіостанціями та антенами, і використовувалися як розвідувально-комунікаційні танки. Останні 31 «Лухс» отримали 50-мм гармату KwK 38 L/42 (Luchs 5cm). Планувалося виробляти на базі «рисей» відновлювальні машини (нім. Bergepanzer Luchs), але ці проєкти так ніколи і не були реалізовані. Паралельно з Bergepanzer Luchs планувалася до випуску модель Flakpanzer Luchs, на подовженому шасі, озброєна 37-мм зенітною гарматою, однак і цей проєкт так і не був реалізований.